# Hotdog

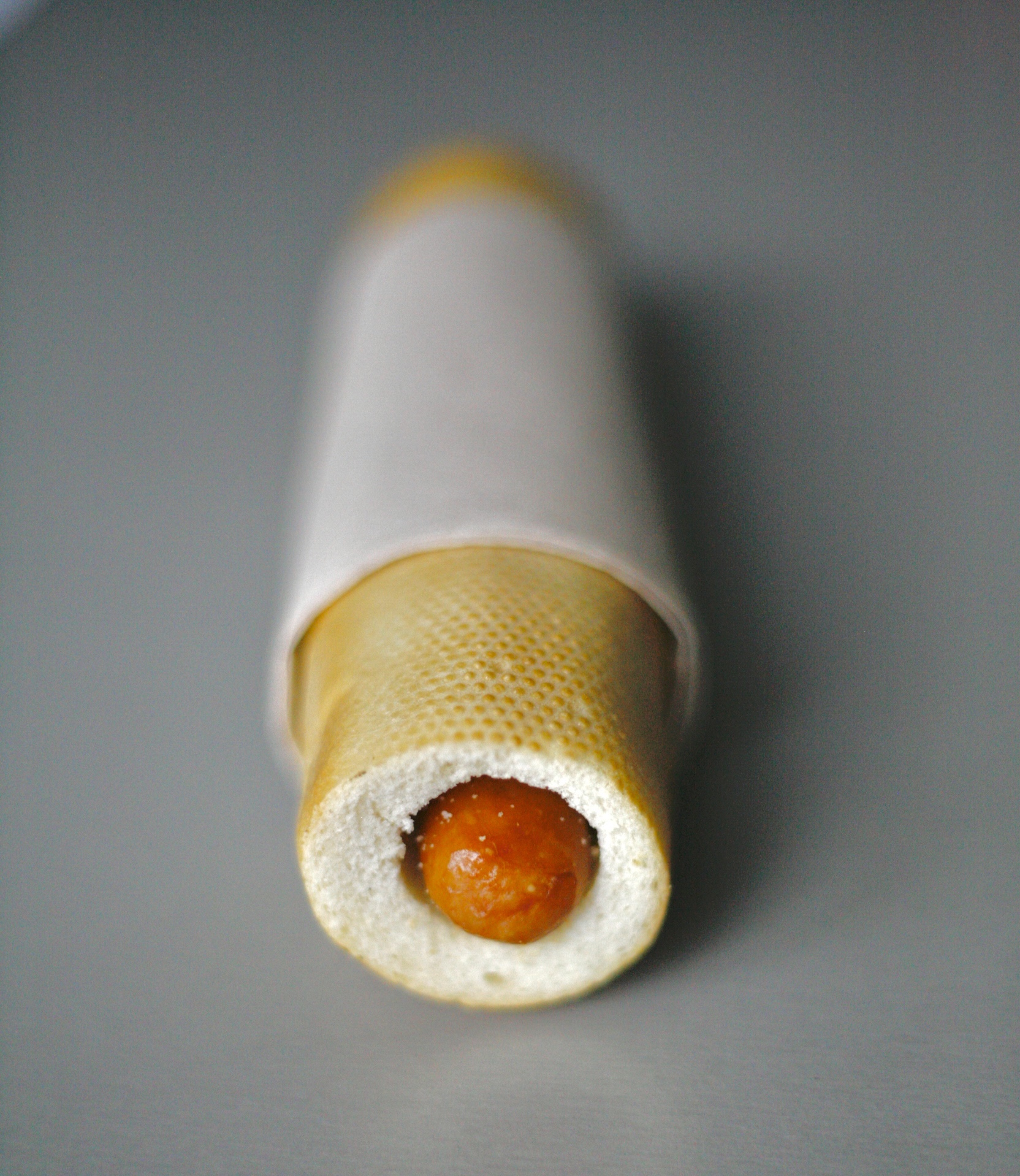
Hotdog van de HEMA

Een hotdog is een worstje, al dan niet samen met een speciaal, zacht broodje (hot dog bun). Meestal wordt het geserveerd met tomatenketchup en/of mosterd en/of mayonaise, soms met zuurkool, relish, uitjes, of kaas. Als alternatief voor de zachte hotdogbroodjes worden ook wel sandwiches of piccolo's gebruikt. In Amerika wordt een hotdog wel een 'Frankfurter' genoemd, ook wel 'Frank'. Traditioneel worden hotdogs daar verkocht in honkbalstadions, de zogenaamde 'Ball Park Franks'.

## Trivia
Online worden er discussies gevoerd over of een hotdog een sandwich is. De definitie van een sandwich is "twee of meer sneetjes brood of een opengesneden broodje met een vulling ertussen", waardoor een hotdog een sandwich is als je hem definieert als een broodje met een worstje. Volgens sommige interpretaties zijn mensen terughoudend om een hotdog een sandwich te noemen, omdat sandwiches gezien worden als gewoon voedsel terwijl hotdogs gezien worden als feestelijk voedsel.